# Cetuximab
Cetuximab (forgalomba hozva Erbitux néven) az epidermális növekedési faktor receptort (EGFR) felismerő és azt blokkoló monoklonális ellenanyag, amit elsősorban vastag- és végbél- (kolorektális) daganatok áttétes eseteiben alkalmaznak intravénásan, de jelentős sikerrel használják fej-nyaki daganatok esetében is, ahol a túlélés esélyét hozzávetőlegesen megkétszerezi. Szerkezetét tekintve egér/humán kimérikus antitest. A cetuximab kifejlesztése a ImClone Systems cég nevéhez fűződik, az USA-ban és Kanadában a Bristol-Myers Squibb, a világ többi részén pedig a Merck cég forgalmazza.